# Düvel (Adelsgeschlecht)

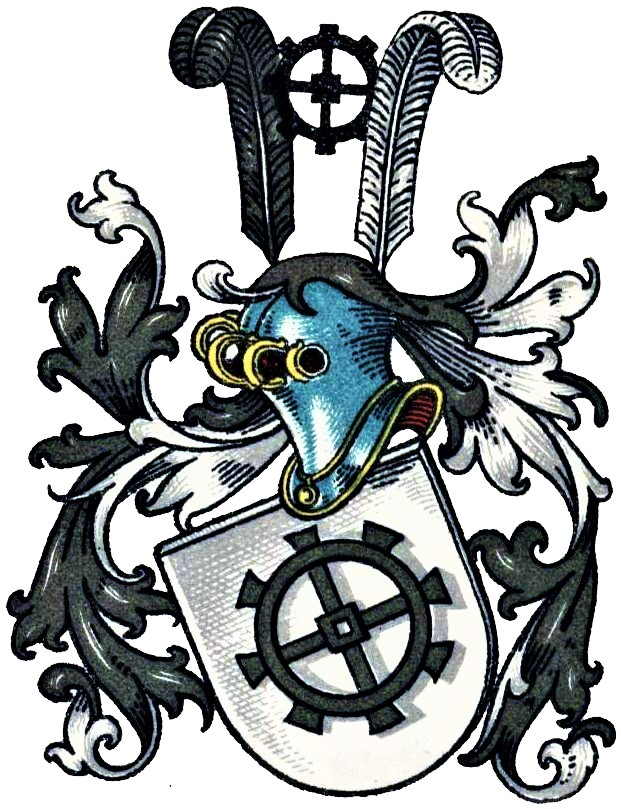
Wappen derer von Düvel im Wappenbuch des Westfälischen Adels

Düvel (auch: Düwel, lateinisch Diabolus (Teufel)) ist der Name eines niedersächsisch-westfälischen Adelsgeschlechts.

## Geschichte
Das Geschlecht war im Osnabrückschen und im Herfordschen begütert. Johann genannt Düvel, Edelmann im Münsterschen, war 1278 Zeuge einer Urkunde der Abtei Werden. Hinryke Düvel war 1356 im Gefolge des Grafen Engelbert III. von der Mark und besiegelte die Verpfändung der Biergelder zu Iserlohn. 1384 wurde Friedrich Düvel, der auf der Seite des Grafen von der Mark gefochten hatte, in die Sühne zwischen Mark und dem Erzstift Köln einbezogen. Wohl derselbe Friedrich von Düvel erwarb 1387 die Burg Stockum südlich des Ortsteils Stockumer Mark der Gemeinde Bissendorf. Sein Sohn Rembert erklärte 1396 die Burg zum Offenhaus für den Bischof von Osnabrück. 1461 fiel die Burg als Hochzeitsgut der Adelheid von Düvel, die mit Engelbert II. von Langen (1422–1507) verheiratet war, an die von Langen. 1415 gehörte Peter der Duvel (= Peter genannt Düvel) zu den Ausstellern von Urfehdebriefen, die sich damit zur Beendigung der Padberger Fehde verpflichteten.
Die Familie erlosch um 1500.

## Wappen
Blasonierung im Wappenbuch des Westfälischen Adels: In Silber ein schwarzes Kammrad. Auf dem Helm eine schwarze und eine silberne Straußenfeder, dazwischen das Kammrad. Die Helmdecken sind schwarz-silbern.